# Rasmané Ouédraogo
Pour les articles homonymes, voir Ouedraogo.
Rasmané Ouédraogo est un cycliste burkinabé, né le 30 juillet 1988.

## Biographie
En 2011, il est contrôlé positif et suspendu 3 mois.
Il a notamment remporté le championnat du Burkina Faso sur route en 2012.

## Palmarès
- 2010
  - 1re étape du Tour du Cameroun
  - 2e du Tour du Faso
- 2011
  - 5e étape du Tour du Cameroun
  - 8e étape du Tour du Faso
  - 3e du Tour du Cameroun
  - 3e du championnat du Burkina Faso sur route
  - 3e du Tour du Faso
- 2012
  -  Champion du Burkina Faso sur route
  - Classement général du Tour du Faso
  - 4e du championnat d'Afrique du contre-la-montre
- 2013
  - 2e du championnat du Burkina Faso sur route
- 2014
  - 2e du championnat du Burkina Faso sur route
- 2015
  - 5e et 8e étapes du Tour de la République démocratique du Congo
  - 10e étape du Tour du Faso
  - 2e du Tour du Cameroun

## Classements mondiaux
| Année           | 2010 | 2011 | 2012 | 2013 | 2014 | 2015 |
| --------------- | ---- | ---- | ---- | ---- | ---- | ---- |
| UCI Africa Tour | 35e  | 15e  | 47e  | 8e   | 32e  | 43e  |